# Haematopota mouzinhoi
Haematopota mouzinhoi är en tvåvingeart som beskrevs av Travassos Dias 1960. Haematopota mouzinhoi ingår i släktet Haematopota och familjen bromsar.
Artens utbredningsområde är Angola. Inga underarter finns listade i Catalogue of Life.